# جامعة شرق كردفان
جامعة شرق كردفان هي جامعة سودانية أنشئت في العام 2016 في ولاية جنوب كردافان.

## الكليات
تضم الجامعة الكليات الآتية:
- كلية الطب والعلوم الصحية (ابوجبيهة)
- كلية الغابات وعلوم المراعى ( رشاد )
- كلية الهندسة (ابوجبيهة)
- كلية الاقتصاد والعلوم الإدارية (ابوجبيهة)
- كلية العلوم الإسلامية والعربية (العباسية تقلى)
- كلية التربية (العباسية تقلى)
- كلية علوم الحاسوب وتقانة المعلومات (كالوقي)

## وصلات خارجية
- الموقع الرسمي للجامعة نسخة محفوظة 27 أكتوبر 2021 على موقع واي باك مشين.